# Pedrola (przystanek kolejowy)
Pedrola (hiszp. Estación de Pedrola) – przystanek kolejowy w Pedrola, w prowincji Saragossa we wspólnocie autonomicznej Aragonia, w Hiszpanii.
Obsługuje połączenia średniego zasięgu Renfe.

## Położenie stacji
Znajduje się na linii kolejowej Casetas – Bilbao w km 33,3, na wysokości 224 m n.p.m.

## Stacja
Stacja została otwarta w dniu 18 września 1861 wraz z otwarciem odcinka Tudela-Casetas linii kolejowej przeznaczonej do połączenia Saragossy z Nawarrą. Prace były prowadzone przez Compañía del Ferrocarril de Zaragoza a Pamplona. wW1878 roku została wchłonięta przez Norte, która byała właścicielem stacji aż do nacjonalizacji kolei w Hiszpanii w 1941 roku i utworzenie RENFE.
Od 31 grudnia 2004 linię obsługuje Renfe, podczas gdy budynkiem dworca Adif.

## Linie kolejowe
- Casetas – Bilbao